# Сила і честь (фільм)
Сила і честь (англ. Strength and Honour) — ірландський фільм 2007 року.

## Синопсис
Боксер Шон під час спарингу випадково вбиває свого друга і після цього вирішує припинити заняття боксом. Після деякого часу від хвороби помирає його дружина, залишивши Шона з маленьким сином Майклом. А незабаром і Майкл захворює і щоб його вилікувати потрібна дорога операція. В цей час починається щорічний циганський турнір з кулачних боїв, де переможець отримує 250 тисяч євро і після семирічної перерви Шон, під керівництвом свого колишнього тренера, знову приступає до тренувань. Однак цей турнір вже шість років поспіль виграє жорстокий і безжалісний боєць О'Дріскол і він збирається в черговий раз відстояти свій титул.

## У ролях
| Актор            | Роль             |
| ---------------- | ---------------- |
| Майкл Медсен     | Шон Келлер       |
| Вінні Джонс      | Смешер О'Дріскол |
| Патрік Бергін    | Папа Бос         |
| Річард Чемберлен | Денис Лірі       |
| Майкл Роулі      | Чейсер МакГрат   |
| Гейл Фіцпатрік   | Мамочка          |
| Люк Велтон       | Майкл Келлер     |
| Майлс Горган     | Баррі Лейсі      |
| Фінбара Ф'юрі    | Чоскі Бос        |
| Шерідан Махон    | Коко МакГрат     |

## Ланки
- Сила і честь на сайті IMDb (англ.)
- Сила і честь (фільм) на сайті AllMovie (англ.)